# Weltmeister M7
Weltmeister M7 – elektryczny samochód osobowy klasy wyższej wy produkowany pod chińską marką Weltmeister w 2022 roku.

## Historia i opis modelu

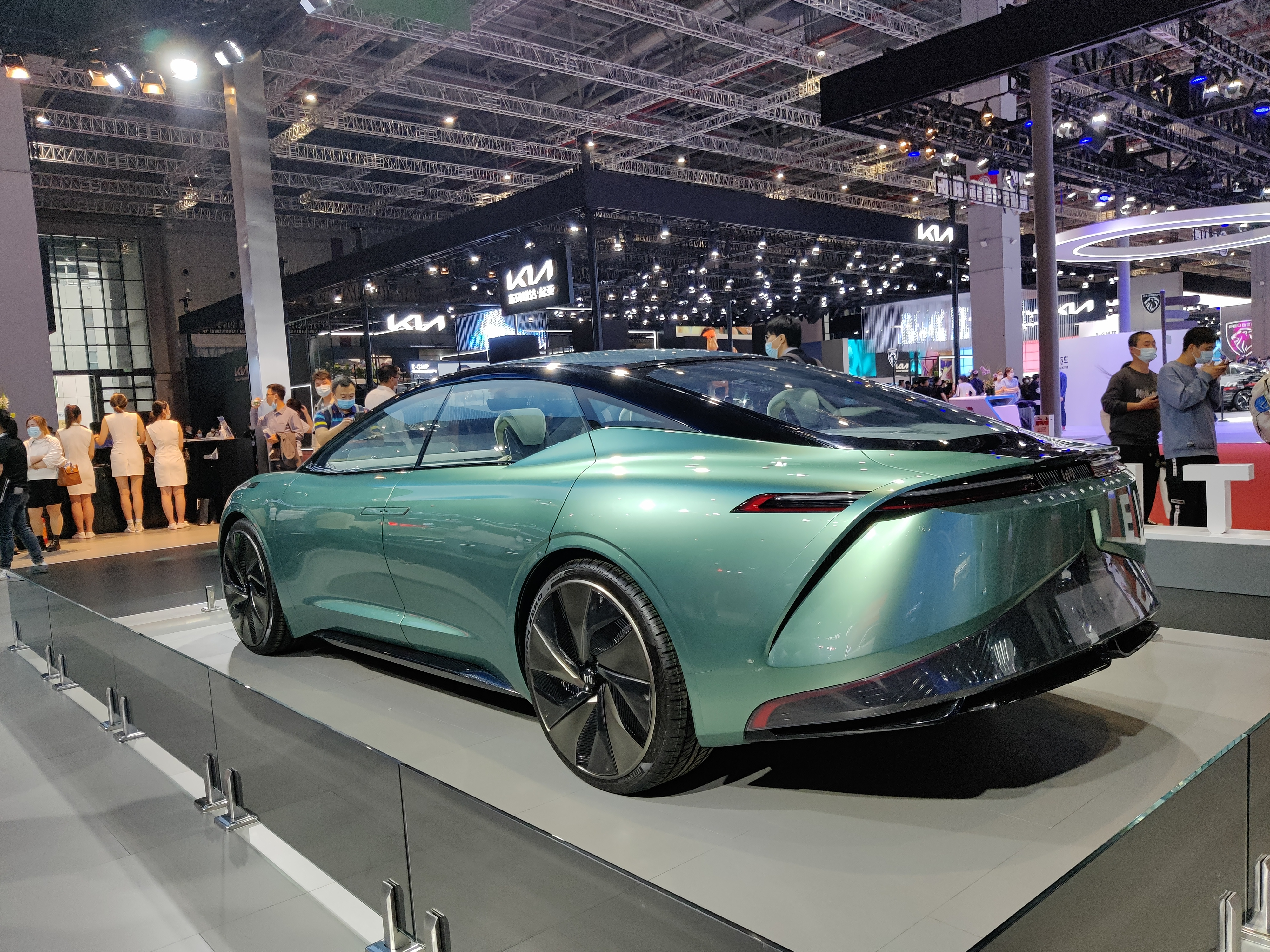
Weltmeister Maven Concept - tył

W maju 2020 roku chińskie przedsiębiorstwo WM Motor przedstawiło prototyp swojej pierwszej flagowej elektrycznej limuzyny w postaci studium Weltmeister Maven Concept, z planami wdrożenia jej do seryjnej produkcji z kolejnym rokiem. Seryjny samochód pod nazwą Weltmeister M7 zaprezentowany został ostatecznie w listopadzie 2021 roku, w obszernym zakresie odtwarzając cechy wizualne prototypu Maven, wyróżniając się smukłą sylwetką z czarnym motywem ubogacającym maskę, a także wąskimi, podłużnymi reflektorami i charakterystycznym przetłoczeniem przecinającym tylne lampy.
Charakterystycznym rozwiązaniem dla M7 stał się rozbudowany pakiet czujników i kamer, które umożliwiły uzyskanie zaawansowanego poziomu czwartego półautonomicznej jazdy. Poza 32 czujniami rozlokowanymi po całym nadwoziu, szczególnie widoczne są trzy radary typu LiDAR umieszczone na przedniej krawędzi dachu, zapewniając trwałe monitorowanie oraz skanowanie otoczenia. Producent twierdzi, że M7 jest gotowy zapewnić poruszanie się najbliższe wymaganiom w pełni autonomicznej jazdy.

### Sprzedaż
M7 zbudowany został przez Weltmeistera wyłącznie z myślą o wewnętrznym rynku chińskim, gdzie jego sprzedaż miała rozpocząć się pod koniec 2022 roku - rok po premierze. Pogłębiające się kłopoty finansowe firmy WM Motor uniemozliwiły jednak wdrożenie M7 do produkcji, a sam projekt nie wszedł do fazy produkcji seryjnej.

### Dane techniczne
Weltmeister M7 to samochód w pełni elektryczny, do którego napędu wykorzystano silnik przenoszący moc na obie osie. Bateia o pojemności 98 kWh umożliwia przejechanie na jednym ładowaniu ok. 700 kilometrów.